# Indirubin

Indoxylreaktionen

Indirubin, auch Indigorot, ist ein rotvioletter Farbstoff und ein Strukturisomer von Indigo (blau) bzw. von  Isoindigo (braunrot).

## Vorkommen
Unterschiedliche Spezies, zum Beispiel Isatis tinctoria (Färberwaid), Indigofera tinctoria oder einige Schneckenarten bilden natürliche Vorläufersubstanzen, aus denen die drei Isomeren oder deren Derivate entstehen. Die indigoiden Verbindungen selbst kommen in den lebenden Organismen nicht vor, sondern entstehen erst aus dem toten Material durch enzymatische oder saure Hydrolyse unter oxidativen Bedingungen. Neben Indigo entsteht Indirubin auch durch die Einwirkung bestimmter Bakterien auf das sogenannte metabolische Indikan oder Indoxylsulfat, das infolge eines gestörten Tryptophanabbaus bei Blaue-Windeln-Syndrom (Indicanurie) in größeren Mengen im Urin dieser Patienten entstehen kann und zu einer Violett- oder Blaufärbung des Urins führt.
Einige Vorläufersubstanzen, die alle Derivate des Indoxyls darstellen, sind im Reaktionsschema gezeigt. Als Zwischenstufen bei der Entstehung der indigoiden Farbstoffe treten Indoxylderivate mit freier Hydroxygruppe sowie Isatin-Derivate auf.

## Synthese
Indirubin entstand zunächst nur als Nebenprodukt bei Versuchen, Indigo zu synthetisieren. Adolf von Baeyer und Emmerling erhielten Indirubin in veränderlichen Anteilen neben Indigo, indem sie Isatin, Phosphortrichlorid und Essigsäurechlorid im zugeschmolzenen Glasrohr zusammen mit Phosphor erhitzten und anschließend wässrig aufarbeiteten. So wurde auch aus der Reaktion von 2-Chlor-3H-indol-3-on mit Ammoniumsulfid oder weißem Phosphor und anschließender wässriger Aufarbeitung oder mit Zinkstaub in Eisessig Indirubin als Nebenprodukt erhalten.
Erstmals gezielt wurde Indirubin von Baeyer aus einer ethanolischen Indoxyllösung, Isatin und Natriumcarbonat im Jahre 1881 synthetisiert.

## Verwendung
Im natürlichen Indigo bewirkt die Anwesenheit einer kleinen und veränderlichen Beimischung des roten Farbstoffs eine Variation in den Blautönen. Auch reines Indirubin wurde jedoch zum Färben von Textilien verwendet. Die Anwendung in größerem Maßstab scheiterte aber an seiner geringen Farbechtheit.
Als wirksamer Bestandteil des natürlichen Indigo findet es auch seit Jahrhunderten Verwendung als Medikament, in der modernen Medizin wird es als Mittel gegen Krebs eingesetzt. Chronisch myeloische Leukämie (CML) wurde in China mit Danggui Longhui Wan behandelt, das aus zehn pflanzlichen Zutaten sowie Moschus besteht. Die antileukämische Wirkung konnte auf eine einzige der pflanzlichen Zutaten, den Qingdai oder Indigo naturalis zurückgeführt werden. Im Weiteren konnte die antileukämische Eigenschaft einem einzigen Inhaltsstoff, dem Indirubin, zugeschrieben werden, das im natürlichen Indigo in Mengen zwischen 0,05 und 0,3 % enthalten ist. Auch in getrocknetem Pflanzenmaterial der Orchidaceae Calanthe discolor, mit dem in der traditionellen chinesischen Medizin Entzündungen und bakterielle Infektionen behandelt wurden, konnte Indirubin als Inhaltsstoff identifiziert werden. Zwar zeigt es nur eine moderate Wirksamkeit, doch erregen seine im Vergleich zu anderen antileukämischen Mitteln sehr geringen Nebenwirkungen Interesse an seinem Wirkmechanismus, der ein anderer zu sein scheint als bei allen bis dato bekannten antileukämischen Wirkstoffen.
Befunde deuten darauf hin, dass der Antitumor-Wirkung von Indirubinderivaten ein komplexes Zusammenspiel mehrerer Teilmechanismen zugrunde liegt, unter Beteiligung von Interkalation und Redoxcycling, wobei der Hauptwirkmechanismus in der Hemmung von Enzymen besteht, die bei Ablauf des Zellteilungszyklus eine entscheidende Rolle spielen, sogenannte CDKs oder Cyclin-abhängige Kinasen. So sind Indirubin und einige seiner Derivate Inhibitoren des Enzymkomplexes CDK1/Cyclin B.

## Geschichte

Strukturformel von Isatan B

Die Bezeichnung Indirubin tauchte erstmals 1855 auf. Isatan B, damals noch als Indican bezeichnet, wurde aus den Blättern des Färberwaids (Isatis tinctoria) isoliert und daraus Indirubin und Indigo gewonnen. Zitat: „Letztere Substanz ...“ (Indirubin) „... bildet sich stets bei der Zersetzung des Indicans durch Säuren, aber erst nach der Entstehung des Indigblaus und namentlich nach längerem Kochen der sauren Flüssigkeit, in welcher Indigblau aus Indican entstanden war“. Eine Röntgenstrukturanalyse des Indirubins wurde 1961 publiziert.